# Episodi di NCIS: New Orleans (seconda stagione)
La seconda stagione della serie televisiva NCIS: New Orleans è stata trasmessa in prima visione negli Stati Uniti d'America da CBS dal 22 settembre 2015 al 17 maggio 2016.
In Italia la stagione è stata trasmessa su Rai 2 dal 17 aprile 2016 al 18 marzo 2017.
| nº | Titolo originale        | Titolo italiano                        | Prima TV USA      | Prima TV Italia   |
| -- | ----------------------- | -------------------------------------- | ----------------- | ----------------- |
| 1  | Sic Semper Tyrannis     | Sic Semper Tirannis                    | 22 settembre 2015 | 17 aprile 2016    |
| 2  | Shadow Unit             | Unità ombra                            | 29 settembre 2015 | 8 maggio 2016     |
| 3  | Touched by the Sun      | Sfiorata dal sole                      | 6 ottobre 2015    | 4 settembre 2016  |
| 4  | I Do                    | Eroi dei cieli                         | 13 ottobre 2015   | 4 settembre 2016  |
| 5  | Foreign Affairs         | Uragano Australia                      | 20 ottobre 2015   | 11 settembre 2016 |
| 6  | Insane in the Membrane  | Sballo mortale                         | 27 ottobre 2015   | 18 settembre 2016 |
| 7  | Broken Hearted          | Doppio trapianto                       | 3 novembre 2015   | 25 settembre 2016 |
| 8  | Confluence              | Convergenza                            | 10 novembre 2015  | 2 ottobre 2016    |
| 9  | Darkest Hour            | L'ora più buia                         | 17 novembre 2015  | 9 ottobre 2016    |
| 10 | Billy and the Kid       | Billy e la bambina                     | 24 novembre 2015  | 16 ottobre 2016   |
| 11 | Blue Christmas          | Natale triste                          | 15 dicembre 2015  | 23 ottobre 2016   |
| 12 | Sister City (Part II)   | Incontro a New Orleans (seconda parte) | 5 gennaio 2016    | 24 aprile 2016    |
| 13 | Undocumented            | Immigrato clandestino                  | 19 gennaio 2016   | 6 novembre 2016   |
| 14 | Father's Day            | Confessioni                            | 9 febbraio 2016   | 20 novembre 2016  |
| 15 | No Man's Land           | L'eroe misterioso                      | 16 febbraio 2016  | 27 novembre 2016  |
| 16 | Second Chances          | Una seconda occasione                  | 23 febbraio 2016  | 4 dicembre 2016   |
| 17 | Radio Silence           | Vecchi amori                           | 1º marzo 2016     | 18 dicembre 2016  |
| 18 | If It Bleeds, It Leads  | Voltare pagina                         | 15 marzo 2016     | 8 gennaio 2017    |
| 19 | Means to an End         | Il fine giustifica i mezzi             | 22 marzo 2016     | 15 gennaio 2017   |
| 20 | Second Line             | Funerale col morto                     | 5 aprile 2016     | 18 febbraio 2017  |
| 21 | Collateral Damage       | Danno collaterale                      | 19 aprile 2016    | 25 febbraio 2017  |
| 22 | Help Wanted             | La paura è servita                     | 3 maggio 2016     | 4 marzo 2017      |
| 23 | The Third Man           | Il terzo uomo                          | 10 maggio 2016    | 11 marzo 2017     |
| 24 | Sleeping with the Enemy | A letto col nemico                     | 17 maggio 2016    | 18 marzo 2017     |

## Sic Semper Tirannis
- Titolo originale: Sic Semper Tyrannis
- Diretto da: James Whitmore Jr.
- Scritto da: Jeffrey Lieber

### Trama
Due marines muoiono in un'esplosione mentre erano su un veicolo militare, quindi l'NCIS indaga sulla faccenda, mentre Sonja cerca di inserirsi nella squadra. Sonja e Christopher risalgono all'uomo che ha piazzato l'esplosivo, Mark Yaden, quindi Patton rintraccia il suo cellulare, e quando la squadra trova l'uomo lui si toglie la vita. Pride e la sua squadra scoprono che Yaden faceva parte di un gruppo di separatisti, la "Milizia", formato da diversi gruppi che ora hanno sede a New Orleans, guidati da Brant Boudreau. Durante l'attentato è stata rubata un'arma dell'esercito chiamata Excalibur, un missile con navigatore GPS, Pride si infiltra nel gruppo di separatisti dopo aver conosciuto il reclutatore, Zed Hastings, e scopre che il loro obiettivo è quello di distruggere una nave della marina con Excalibur. Patton e Sebastian analizzando gli indizi scoprono dove si trova la loro base operativa, quindi l'NCIS e l'ATF arrestano i separatisti, tranne Hastings che riesce a scappare, inoltre Pride scopre che Brant Boudreau è morto già da diverso tempo e che Hastings lo stava usando come leader di facciata per prendere il controllo del gruppo. l'NCIS recupera Excalibur ma non era quello ciò che voleva Hastings, ma il chip al suo interno, la mente dietro a questo piano era Anna Boudreau, la moglie del defunto Brant, che voleva rivendere il chip, ma Pride riesce ad arrestarla. Il divorzio tra Pride e sua moglie è ufficiale, e con la metà del denaro della vendita della casa lui decide di comprare un locale, poi Sonja dà al suo capo una brutta notizia: Hastings ha messo una taglia su di lui, ma Pride non sembra preoccuparsene.

## Unità ombra
- Titolo originale: Shadow Unit
- Diretto da: James Hayman
- Scritto da: Christopher Silber

### Trama
Un blogger, di nome Jonah Penn, viene ucciso a colpi di pistola, l'assassino inoltre gli taglia la lingua, quindi Pride e la sua squadra iniziano ad indagare sul caso. Sembra che Penn amasse scrivere articoli sui complotti militari, inoltre i proiettili che l'hanno ucciso sono stati usati in una missione dei Navy SEAL. Secondo un ufficiale in quella missione partecipò anche la CIA, comunque a suo dire Penn era solo un bugiardo. Sebastian invece, che è sempre stato un ammiratore di Penn, afferma che era un uomo con un'integrità morale. Il capo di una redazione, David Dalton, fa vedere delle foto, procurategli da Penn, dove delle persone in Bolivia venivano uccise da un Navy SEAL, poi Pride e l'NCIS risalgono ai nomi dei soldati che presero parte a quella missione in Bolivia e concentrano i loro sospetti su due di loro, ma uno dei due viene ucciso con lo stesso modus operandi dell'assassino di Penn, quindi il secondo Navy SEAL, Ryan Janssen, diventa il principale sospettato. Percy e Christopher gli danno la caccia. Sebastian controlla le foto e scopre che erano state ritoccate per dare la colpa ai Navy SEAL, in seguito Patton accede al computer di Penn ma i file vengono tutti cancellati, comunque Patton trova l'indirizzo dell'hacker che sta violando i sistemi e Pride va da lui e scopre che è Dalton, in realtà un agente della CIA. Pride capisce che è stato lui a uccidere Penn, poiché questi lo aveva scoperto, e a ritoccare le foto. Dalton è un agente che si è fatto corrompere in Bolivia spingendo Jansen a portare illegalmente in America un criminale del luogo, inoltre ha cercato di far ricadere su Jansen la colpa degli omicidi. Christopher e Percy trovano Jansen dicendogli che non lo reputano colpevole ma che deve aiutarli a incastrare Dalton indirizzandoli al criminale che ha fatto portare in America dalla Bolivia. L'NCIS arresta il criminale e la CIA, per non sporcarsi le mani con questa faccenda, taglia tutti i ponti con Dalton, il quale finisce in prigione.

## Sfiorata da sole
- Titolo originale: Touched by the Sun
- Diretto da: Edward Ornelas
- Scritto da: Laurie Arent

### Trama
Il pilota Lindsey Garrett muore mentre era alla guida del suo aereo durante una manifestazione quindi l'NCIS indaga sulla faccenda anche se tutto fa supporre che sia morta a causa di errore umano. Garrett era considerata un'icona nel mondo femminile militare, infatti era un'eroina decorata, ma la squadra scoprirà presto quanto per lei era difficile essere una donna in un ambiente di uomini, infatti si sentiva sempre sotto pressione. Loretta scopre che Garrett durante il volo non era nel pieno delle sue capacità a causa di un avvelenamento da mercurio, inoltre anche un compagno pilota e amico di Garrett, il tenente Val Franco, presenta gli stessi sintomi, quindi anche lui è stato intossicato con il mercurio. Pride alla fine capisce che l'incidente che è costato la vita a Garrett è stato causato dall'inalazione del mercurio tramite i gas espulsi dall'aereo, infatti la ditta che li crea aveva usato dei materiali esteri di seconda scelta.

## Eroe dei cieli
- Titolo originale: I Do
- Diretto da: Tony Wharmby
- Scritto da: Sam Humphrey

### Trama
Durante il matrimonio di un Navy Seal una damigella trova il cadavere del tenente Max Griggs, un pilota di droni. Inizialmente Pride e l'NCIS pensano che a ucciderlo fosse stato qualche manifestante data la discutibilità del suo lavoro, oppure i terroristi, ma poi scoprono che con un drone negli ultimi tempi stava ispezionando un terreno lì vicino. Brody e Percy ispezionano il terreno trovando un capanno con dentro il cadavere di una donna, identificandola, si tratta di una donna scomparsa da un anno, infatti Griggs per qualche strano motivo stava indagando sulla sua morte. Pride è preoccupato per Christopher che passa tutte le serate a fare bagordi tra una donna e l'altra, avendo capito che sta facendo tutto questo perché non accetta la morte di Savannah, temendo che ciò lo possa portare verso una brutta strada, facendogli capire che non deve evitare il dolore ma conviverci. L'NCIS scopre che la donna è morta perché è stata investita da un'auto, e scoprono che è la stessa del Navy Seal che si era sposato, ma lui aveva un alibi per l'anno precedente tra l'altro sottolinea che spesso i suoi commilitoni la prendono in prestito. Pride capisce che a uccidere la donna fu il testimone dello sposo, l'ufficiale Boone, durante una missione quando lui e il suo plotone vennero quasi uccisi dai terroristi, lui credette di morire, quindi confessò a un suo compagno d'armi ciò che fece a quella donna, ma Griggs con il suo drone li salvò, e sentì la conversazione da una registrazione, tra l'altro il compagno di Boone morì poco dopo, infatti Boone lo uccise per evitare che rivelasse il suo segreto. Griggs andò al matrimonio per convincere Boone a costituirsi, ma lui lo uccise. L'NCIS arresta Boone mentre Christopher passa la giornata con il figlio di Griggs dandogli il drone giocattolo che suo padre voleva regalargli.

## Uragano Australia
- Titolo originale: Foreign Affairs
- Diretto da: Laura Belsey
- Scritto da: Sanford Golden e Karen Wyscarver

### Trama
Due ragazzi che giocavano con i fuochi d'artificio in una base militare trovano il corpo carbonizzato di un tenente della marina australiana che era di stanza a New Orleans per un programma di scambio con il tenente della marina americana Brad Ryder, il quale ora si trova in Australia. Pride e la sua squadra collaboreranno con l'investigatrice della marina australiana Naomi Parsons. Patton scopre che la vittima è stata uccisa da un killer su commissione ingaggiato tramite il dark web, tra l'altro viene avanzata l'ipotesi che sia stato proprio Ryder a ingaggiare il killer per uccidere il tenente australiano carbonizzando il suo corpo per far credere a tutti che fosse proprio Ryder così da non poterlo identificare, cosa facilitata dal fatto che la vittima per via dello scambio viveva nel dormitorio di Ryder, dato che quest'ultimo aveva dei debiti di gioco con un pericoloso usuraio. Pride e gli agenti dell'NCIS trovano il cadavere del killer, evidentemente il mandante lo ha ucciso per cancellare ogni traccia, dunque questo esclude Ryder dalla lista dei sospettati visto che essendo lui in Australia non poteva aver ucciso il killer. Infine si scopre che la vittima aveva una relazione con la fidanzata di Ryder, poi Pride capisce che a ingaggiare il killer e ad averlo poi ucciso è stato un amico della ragazza, Luke, che essendo ossessionato da lei la voleva tutta per sé quindi ha fatto uccidere il suo amante, inoltre ha piazzato lui quelle scommesse a nome di Ryder per far credere a tutti che aveva problemi di gioco e far ricadere su di lui i sospetti. Con l'arresto di Luke, l'investigatrice Naomi saluta Pride tornando in Australia.

## Sballo mortale
- Titolo originale: Insane in the Membrane
- Diretto da: Leslie Libman
- Scritto da: David Appelbaum

### Trama
L'ufficiale della marina Kelsey Weaver dà di matto per le strade di New Orleans, correndo in preda alle allucinazioni, poi cerca di camminare su un tetto ma cade morendo. Pride e la sua squadra indagano sulla faccenda scoprendo che la donna aveva assunto una droga che viene venduta oltreoceano, Loretta informa la squadra che di recente altre persone sono morte nel quartiere prendendo la stessa droga, che a quanto pare è venduta da un membro della Triade, che per non lasciare tracce uccide uno degli spacciatori locali che la vendeva. Dal modus operandi in cui è stato ammazzato, l'NCIS capisce che il membro della Triade che lo ha ucciso è il famigerato Spettro, che le autorità non sono mai riuscite a identificare. Lo Spettro ha lasciato del sudore sul corpo dello spacciatore, quindi Sebastian, usando una nuova tecnica sperimentale, ricostruisce il suo volto dai marcatori genetici del DNA del sudore, e scoprono così che lo Spettro è Roger Liu, a capo di un'azienda chimica. Pride si rivolge a uno degli spacciatori locali che vende la droga per Liu con la speranza di incastrarlo, con l'aiuto del consigliere Hamilton, che permetterà a sua nonna di vivere in un ottimo ospizio, quindi decide di collaborare, organizzando un incontro con Liu, a cui prenderà parte Percy nei panni di un acquirente. Sul luogo dell'incontro giungono Pride a la squadra che uccidono Liu e il suo assistente. Brody e Christopher scoprono che Liu aveva avuto dei finanziamenti capendo quindi la mente dietro a questa storia è il rivale di Hamilton alle elezioni per il seggio di sindaco, infatti aveva elargito fondi a Liu affinché spacciasse droga nel quartiere di Hamilton così da fargli fare brutta figura alle elezioni e garantirsi la vittoria, poi Pride a Christopher arrestano l'aspirante sindaco.

## Doppio trapianto
- Titolo originale: Broken Hearted
- Diretto da: Elodie Keene
- Scritto da: Zach Strauss e Greta Heinemann

### Trama
Due paramedici della marina ricevono una chiamata da un'abitazione residenziale, arrivati sul posto vengono però uccisi. La madre di Meredith, Olivia, che lavora al DARPA, viene a trovarla, e le chiede se sa qualcosa sulle misteriose foto contraffatte che le stanno arrivando dove lei viene immortalata al posto della sorella, che è morta in un incidente, comunque Olivia afferma di non saperne nulla. Pride e la sua squadra indagano sulla morte dei paramedici e scoprono che a uno di loro manca il tesserino, comprendendo dunque che l'assassino lo ha ucciso proprio per avere quel tesserino e entrare indisturbato nell'ospedale militare, infatti il killer uccide i paramedici che stavano trasportando un cuore da trapianto e spara anche al cuore rendendolo inutilizzabile. Pride e l'NCIS apprendono che il cuore doveva essere donato a un consulente civile dell'esercito, un giovane ragazzo di nome Max Pinzon, un genio dell'informatica a cui Olivia fa da referente, il ragazzo è in pessime condizioni di salute e aveva bisogno di quel cuore per sopravvivere dato che era l'unico compatibile con il suo raro gruppo sanguigno. Pinzon è una risorsa indispensabile per l'esercito dato che sta lavorando a un algoritmo che dovrebbe decriptare le compravendite on-line di armi. Loretta scopre che il cuore a cui hanno sparato non era quello destinato al trapianto, quindi Pride capisce che volevano solo far credere che il cuore destinato a Pinzon fosse inutilizzabile, infine scoprono che il killer lavora al soldo di un signore del crimine che ha bisogno di un trapianto di cuore e che ha lo stesso gruppo sanguigno di Pinzon. Patton, nonostante le iniziali diatribe, si lega molto a Pinzon, poi i due riflettono sul fatto che l'apparecchiatura elettronica di cui si sta servendo il criminale per i suoi problemi cardiaci richiede un costante uso di energia elettrica, quindi la squadra indagando scopre che c'è un ospedale abbandonato che sta consumando molta energia elettrica e capiscono dunque che il trapianto sta avvenendo lì. Pride e l'NCIS vanno all'ospedale e arrestano il killer, mentre il suo cliente è morto durante l'operazione. Il cuore viene estratto dal suo corpo e viene portato in ospedale per l'operazione di Pinzon, prima di entrare in sala operatoria lui fa promettere a Patton di completare l'algoritmo. Purtroppo l'operazione non riesce dato che il cuore era in pessime condizioni, Pinzon muore sotto i ferri e tutti ci rimangono male, specialmente Patton, che però decide di onorare la promessa fatta al ragazzo completando il suo algoritmo.

## Convergenza
- Titolo originale: Confluence
- Diretto da: Edward Ornelas
- Scritto da: Zach Strauss e Greta Heinemann

### Trama
Don Lambert, un uomo che Pride in passato aveva convinto a entrare nel programma di protezione testimoni affinché testimoniasse contro il signore del crimine Hugo Garza, muore il giorno del processo a causa di una bomba piazzata nella sua auto. Pride si sente in colpa dato che è stato lui a mettere Don in questa situazione, quindi l'NCIS indaga sulla morte di Don, tra l'altro tutti danno per scontato che è stato Garza a organizzare tutto. Per incriminare Garza, Pride si rivolge a un'altra persona che può ricondurlo ai suoi crimini, ovvero Marc Maslow, il quale odia Pride dato che è stato lui a sbatterlo in prigione. Pride e Percy vanno nel penitenziario del Texas dove Maslow è tenuto in custodia e lo convincono a testimoniare contro Garza, ma poi si scopre che in realtà non è stato quest'ultimo a far uccidere Don, ma una vecchia conoscenza di Pride, ovvero Hastings, il quale lo vuole ancora morto, infatti lui e Maslow si erano messi d'accordo, quindi mentre Pride e Percy scortano Maslow a New Orleans, Hastings tende un'imboscata, ma Pride gli spara e lo ferisce. Hastings viene ricoverato in ospedale, mentre Pride convince ugualmente Maslow a testimoniare contro Garza, precisando comunque che dovrà farsi altri venti anni di prigione per l'omicidio di Don, ma promettendo di sorvolare sulla tentata evasione e sul tentato omicidio di Pride e Percy. Grazie alla testimonianza di Maslow, Garza finisce in prigione, ma anche se Hastings è fuori gioco la Milizia vuole ancora Pride morto.

## L'ora più buia
- Titolo originale: Darkest Hour
- Diretto da: Michael Zinberg
- Scritto da: Gary Glasberg e Laurie Arent

### Trama
New Orleans è in pieno blackout, intanto Pride riceve la visita di Frankie, un'amica di sua figlia, alla quale lui è affezionato, la ragazza gli chiede di ritrovare il suo fidanzato che, durante il blackout, le ha telefonato e dalla chiamata sembrava in pericolo. Pride e la sua squadra trovano il fidanzato di Frankie, ormai morto, e indagano sull'omicidio. Alla fine L'NCIS, facendo delle indagini, scopre che la madre di Frankie, da tempo deceduta, ebbe una relazione con il defunto patriarca della famiglia Fontaine ai tempi in cui lavorava per loro come domestica. Poi Pride e la sua squadra arrestano il fratellastro di Frankie, Toby, infatti è stato lui a uccidere il fidanzato di Frankie, che stava indagando sulla sua famiglia, Toby lo ha ucciso per evitare che Frankie reclamasse parte dell'eredità del padre, inoltre ha causato lui il blackout per rubare da un magazzino dei mobili di antiquariato che appartenevano a suo padre dato che lì erano nascoste alcune lettere che lui conservava che confermavano la sua paternità. Pride incoraggia Frankie a fare amicizia con la madre di Toby, Sheila, la quale vorrebbe conoscerla, facendole capire che dovrebbero sostenersi a vicenda visto che entrambe hanno perso i loro cari.

## Billy e la bambina
- Titolo originale: Billy and the Kid
- Diretto da: Mary Lou Belli
- Scritto da: Sam Humphrey

### Trama
Un uomo, in una tavola calda, spara a tre persone uccidendole, una delle vittime era il sergente Ford della marina, quindi Pride e la sua squadra indagano sul caso soprattutto dopo che il gestore della tavola calda, Oliver Fray, ha dichiarato che il colpevole stava litigando con Ford, facendo quindi intendere che ce l'aveva solo con lui e che le altre due vittime erano solo effetti collaterali. Dalla descrizione sembra che il killer avesse un tatuaggio blu che però non raffigurava niente, quindi Christopher capisce che si tratta dello stesso assassino che in passato uccise un uomo durante l'Uragano Katrina, ai tempi in cui era un poliziotto; con dei flashback si scoprono più dettagli sul passato di Christopher specialmente sulle circostanze che lo portarono a conoscere Pride e Loretta. Quest'ultima capisce che il tatuaggio in realtà è una macchia nella pelle dovuta all'argiria. Pride e Christopher scoprono che Oliver e Ford in passato aiutarono il killer, Ed Tagget, a fare una rapina, comunque Oliver giura di aver messo la testa a posto come Ford. Alla fine l'NCIS trova Tagget, poi Christopher lo uccide chiudendo il caso dopo tanti anni. Pride festeggia il ringraziamento insieme alla sua squadra nel suo bar.

## Natale triste
- Titolo originale: Blue Christmas
- Diretto da: Tony Wharmby
- Scritto da: Zach Strauss

### Trama
Il Natale per Loretta si fa difficile quando suo figlio Danny viene arrestato dato che è in possesso dell'arma che è stata usata per uccidere la moglie di un ufficiale della marina durante una rapina in casa. Visto che, prima che Loretta adottasse Danny e CJ, i due erano sotto la custodia del padre, un delinquente, la polizia indica subito Danny come colpevole visti i suoi precedenti, soprattutto perché il negoziante che ha venduto la pistola descrive il ragazzo a cui l'ha venduta, che sembra essere proprio Danny. Quest'ultimo afferma che l'arma l'ha comprata il suo amico Alonzo e che poi l'ha lasciata nella sua auto, la notte scorsa mentre erano andati a una festa comunque Danny viene arrestato essendo il maggior indiziato. Sofia, la figlia dell'ufficiale a cui hanno ucciso la moglie, spara ad Alonzo, a suo dire per autodifesa, lui finisce in ospedale, mentre Sofia confessa che lei, Alonzo e alcuni compagni di scuola (Alonzo, Jake, Beth e altri), erano i rapinatori che avevano derubato la casa, e che lo facevano solo per divertimento, ma Alonzo ha ucciso la matrigna di Sofia perché affermava che lo aveva visto in faccia. Danny viene rilasciato, mentre Alonzo, in ospedale, si salva, però Danny confessa a Loretta che c'è qualcosa che non torna nelle parole di Sofia perché durante l'ora in cui lei afferma che Alonzo ha ucciso la matrigna lui era in compagnia di Danny. Pride interroga Sofia dicendole che ha capito che è stata lei a uccidere la matrigna, infatti Sofia è una sociopatica senza scrupoli, lei aveva convinto i suoi amici a fare quella rapina, per poi uccidere la matrigna, che lei aveva sempre odiato non avendo mai sopportato che suo padre si fosse risposato dopo la morte della madre, poi ha cercato di uccidere Alonzo e di scaricare la colpa su di lui. Sofia, senza nessun rimorso, ammette di aver ucciso lei la matrigna, mentre suo padre, il quale ha assistito all'interrogatorio, rimane esterrefatto dalla cattiveria della figlia. Tutto si risolve per il meglio, mentre Loretta, Denny e CJ passano il Natale con Pride e l'NCIS.
- Altri interpreti: Erica Dasher (Sofia), Emily Marie Palmer (Beth), Daniel Francois (Alonzo), JC Gonzalez (Jake), Dani Dare (JC), Christopher Meyer (Danny)

## Incontro a New Orleans (seconda parte)
- Titolo originale: Sister City (Part II)
- Diretto da: James Hayman
- Scritto da: Christopher Silber

### Trama
Bishop giunge a New Orleans per aiutare la squadra di Pride a risolvere un caso che riguarda da vicino Luca, il fratello di Abby, il quale si è legato sentimentalmente all'ex spia russa Eva Azarova.
- Nota. Questo episodio è la seconda parte di un crossover con l'episodio Incontro a New Orleans (prima parte) della serie NCIS - Unità anticrimine.

## Immigrato clandestino
- Titolo originale: Undocumented
- Diretto da: Frederick E.O. Toye
- Scritto da: David Appelbaum

### Trama
Un militare, Mateo Ortega, muore cadendo da un cavalcavia quindi l'NCIS indaga sulla faccenda. Inizialmente tutto fa supporre che si tratti di un suicidio, ma Loretta e Sebastian facendo l'autopsia scoprono che la vittima è stata strangolata. Pride e la sua squadra collaborano con l'agente delle immigrazioni Randy Wilson, dato che Mateo era coinvolto con una gang che faceva arrivare sul suolo americano degli immigrati dall'Honduras, infatti Patton trova un video di immigrati che vengono trasportati dal furgone di Mateo. Il capo della gang viene ritrovato morto, anche lui ucciso per strangolamento come Mateo, tra l'altro Patton trova le date e le coordinate di una nuova "consegna" di immigrati, quindi l'NCIS fa una retata, Christopher arresta anche Victor, il fratello di Mateo, che era pure lui sul luogo, Victor gli rivela che la loro madre si era messa d'accordo con la gang per far arrivare la figlia dall'Honduras, ma Mateo intendeva anche sgominare la gang quindi si era messo d'accordo con un agente dell'immigrazione per una retata, rivelandogli che si trattava di Randy. Pride capisce quindi che probabilmente Randy ha tradito Mateo, uccidendolo, e poi ha ucciso anche il capo della gang, quindi lo spinge a confessare, dato che la gang in qualche modo lo teneva in pugno. Randy viene arrestato, mentre Victor e sua madre possono ricongiungersi con la sorella.

## Confessioni
- Titolo originale: Father's Day
- Diretto da: Dennis Smith
- Scritto da: Sam Humphrey

### Trama
Il sindaco Hamilton viene adescato da una donna durante l'inaugurazione di un hotel, e quella stessa sera Pride, all'inaugurazione del suo bar, viene narcotizzato da un uomo e rapito; sia lui che Hamilton vengono portati in un luogo sconosciuto. Il sequestratore si rivela essere Mike Spar, un uomo che vuole riaprire un caso a cui Pride aveva lavorato venticinque anni prima, ai tempi in cui lavorava al dipartimento dello sceriffo. La moglie di Mike infatti andò alla festa di una confraternita e morì, tutti pensavano a un suicidio, ma Mike scoprì che Hamilton era alla festa e quindi vuole dei chiarimenti. Intanto la squadra di Pride, indagando sul duplice rapimento, identifica e rintraccia l'adescatrice, che però afferma di essere stata pagata da qualcuno. Brody in seguito trova sulla scena del sequestro di Pride la siringa con cui è stato narcotizzato e, risalendo alla composizione chimica, scopre che il sequestratore è Mike, per il fatto che egli, essendo un farmacista, aveva accesso alla sostanza. Mike rivela a Pride e Hamilton che sua figlia è morta per overdose non accettando il suicidio della madre, e ciò l'ha spinto a fare chiarezza sull'accaduto. Accennando a una collana che sua moglie indossava ma che sparì la sera della sua morte, Hamilton, dopo aver capito chi l'ha uccisa avendo già visto quel pendente, gli indica l'assassino. L'NCIS e la guardia del corpo di Hamilton trovano Pride e il sindaco, che non avevano mai lasciato l'hotel, visto che Mike li teneva lì. La guardia del corpo del sindaco però, vedendo Mike con una videocamera e credendola una pistola, gli spara uccidendolo. L'NCIS fa arrestare Tom Bujei, membro dello staff di Hamilton, fu lui infatti a uccidere la moglie di Mike quella sera e a regalare a sua moglie il gioiello della vittima.

## L'eroe misterioso
- Titolo originale: No Man's Land
- Diretto da: James Whitmore Jr.
- Scritto da: Cathryn Humphris

### Trama
Un ragazzo dà di matto in un treno e uccide due persone, inoltre ferisce un ufficiale della marina, però un uomo misterioso lo uccide, salvando il marines, è proprio questo che attira l'attenzione di Pride e dell'NCIS, visto che l'uomo è l'ufficiale delle forze speciali, Sebastian scopre che si tratta di Nolan Griffith che era dato per disperso in Afganistan, catturato dal terrorista Aman Bashir. Pride e la squadra lo trovano, lui afferma di aver fatto credere a Bashir di essere passato dalla sua parte solo per poterlo spiare, inoltre ora ha una donna e un figlio, Nolan vuole impedire a Bashir, che si trova a New Orleans di compiere un attentato. La squadra non sa se fidarsi di lui o meno, specialmente dopo che Adam Calloway, il suo referente della CIA è stato ritrovato morto. Bashir si dirige con i suoi uomini e Nolan in un hotel dove si tiene un meeting sull'economia, il loro obbiettivo è uccidere il vicepresidente del fondo monetario internazionale Marie Lovatelli, ma l'NCIS riuscirà a fermarlo, inoltre Nolan, che si scopre non essere un traditore, uccide Bashir il quale voleva farsi saltare in aria con una granata. Alla fine Nolan può ricongiungersi con la sua donna e il loro bambino che sono venuti da lui dal Medio Oriente.

## Una seconda occasione
- Titolo originale: Second Chances
- Diretto da: Tessa Blake
- Scritto da: Zach Strauss

### Trama
L'NCIS indaga sulla morte del secondo capo scelto Jim Tobin, ucciso in un cantiere della marina, quindi l'assassino per entrarvi ha usato un pass, Patton risale al database scoprendo che l'ultimo a usare il pass è stato Julian Kaufman, dipendente di un'impresa edile, lui ha ucciso Tobin perché la vittima lo aveva colto sul fatto mentre rubava del tritolo al cantiere. Diramato il mandato di cattura per Kaufman, le autorità lo inseguono mentre è alla guida del furgone, ma facendo un incidente stradale, muore. Pride e la squadra scoprono che Kaufman vendeva il tritolo a un gruppo di spacciatori che lavorano per Payton Kirk, quindi fanno una retata e vi trovano anche Percy, la quale aveva lasciato temporaneamente la squadra, infatti lavora con la DEA sotto copertura, lei vuole sgominare la banda per aiutare la sua vecchia amica Marion che lavora per loro. L'agente della DEA a capo dell'operazione spiega a Pride che l'impresa criminale usa il toluene estratto dal tritolo per raffinare la droga, Sebastian fa una terribile scoperta, la droga è estremamente mortale perché tagliata male, quindi bisogna impedirne la distribuzione. Percy convince Marion, con la minaccia di toglierle la figlia dandola ai servizi sociali, ad attirare Kirk in una trappola, in realtà Marion è stata costretta a lavorare per quella gente infatti era il suo ex che lavorava per loro ma quando rubò della droga lo uccisero costringendo Marion a lavorare al suo posto e estinguere il debito. Marion dà appuntamento a Kirk, il quale la porta in auto e le spara. Marion viene portata in ospedale, la donna si salva, intanto Patton scopre che Kirk usa il nome di un morto per registrare le sue transazioni, trovando una villa intestata a lui, quindi l'NCIS e la DEA vanno lì, specialmente perché Kirk ha rapito la figlia di Marion. Dato che la copertura di Percy è ancora valida, lei entra nella villa e prende la bambina, Kirk la coglie sul fatto, ma i cecchini della DEA lo uccidono. Percy informa Marion che ora lei e sua figlia verranno incluse nel programma di protezione testimoni quindi lasceranno New Orleans per ricominciare una nuova vita.

## Vecchi amori
- Titolo originale: Radio Silence
- Diretto da: Michael Zinberg
- Scritto da: Laurie Arent e Greta Heinemann

### Trama
Kayla Anderson, ex marines e DJ radiofonica, è in ascolto con un suo amico, il capitano Jim Grant, il quale viene assassinato proprio quando era in ascolto. L'NCIS indaga sull'omicidio, intanto Laurel va a trovare suo padre, dicendogli che ha intenzione di lasciare il conservatorio perché, pur essendo una brava musicista, non è più sicura di voler diventare una pianista. Kayla riceve una telefonata in apparenza minatoria, quando lei va alla sede dell'NCIS vede Patton e i due iniziano a parlare in maniera intima e confidenziale, Pride incuriosito chiede ai due se si conoscono, infatti ammettono di essere amici da molto tempo. Patton risale al cellulare della persona che ha telefonato a Kayla, scoprendo che appartiene a Brandon Pierce, un ufficiale da tempo fan di Kayla e Grant, il quale si professa innocente e infatti le prove confermano che non è lui l'assassino. Facendo delle indagini Pride e la sua squadra scoprono che Grant aveva assunto un perito contabile per sorvegliare l'ingente somma di denaro che aveva donato al programma radiofonico che poi sarebbe stata elargita a un ente benefico, infatti il conto è stato svuotato, quindi tutti sospettano del co-conduttore di Kayla, Tyson Reed, il quale è sparito. Pride avanza l'ipotesi che forse Kayla ha rubato quel denaro, ma Patton è fermamente convinto che è innocente, però analizzando il computer di Kayla trova delle e-mail di natura romantica rivolte a Grant, quindi le chiede delle spiegazioni. Kayla confessa a Patton che lei e Grant si amavano, ma non erano amanti, comunque lui voleva lasciare la moglie per lei. Pride trova Reed in una camera di motel, morto, apparentemente suicidio. Sebastian non è molto convinto della cosa, inoltre trova del DNA femminile sulla vittima, quindi viene avanzata l'ipotesi che Reed avesse un'amante che è stata sua complice nel furto del denaro e che poi lo ha ucciso inscenando il suicidio. Brody chiede a Patton se lui e Kayla erano più che amici, in effetti Patton ammette che erano amanti ma che l'amore che provava per lei era a senso unico, poi da questa conversazione Patton e Brody intuiscono che forse l'amante di Reed che ha rubato il denaro e ucciso Grant è proprio sua moglie. Pride e Christopher arrestano la moglie di Grant alla veglia funebre, il DNA trovato infatti è suo, lei aveva scoperto che suo marito voleva lasciarla, quindi lo ha ucciso e infine ha rubato il denaro con l'aiuto di Reed, suo amante, uccidendo pure lui. Pride rispetta la scelta di Laurel ma la convince almeno a finire il trimestre, i due poi si divertono a suonare il pianoforte e a cantare insieme.

## Voltare pagina
- Titolo originale: If It Bleeds, It Leads
- Diretto da: Bethany Rooney
- Scritto da: Gary Glasberg e David Appelbaum

### Trama
Un uomo alla guida di un party bus per un addio al nubilato, investe un marines, Evans Babish, uccidendolo. Pride e la sua squadra indagano su un caso che sembra facile da risolvere dato che il tasso alcolemico nella vittima era alto e che quindi fa supporre che si tratti di un incidente, ma analizzando i graffi sul corpo c'è stata evidentemente una colluttazione, quindi ipotizzano che Babish sia stato ucciso e che l'assassino l'ha fatto passare per un incidente. Sebastian fa notare a Brody che è lo stesso modus operandi del presunto omicidio della sorella, tra l'altro lei e Babish lavoravano per la stessa redazione giornalistica, gestita da Robert Nolan e suo figlio Daniel, quest'ultimo era il fidanzato della sorella di Brody. Da quello che trapela dall'indagine sia la sorella di Meredith che Babish lavoravano a casi di corruzione, tra l'altro rintracciano Edward Lamb, l'uomo che investì la sorella di Brody perché guidava in stato di ebbrezza, ma Lamb le rivela che non beveva da tempo dato che frequentava gli Alcolisti Anonimi, è stato lui negli ultimi tempi a dare a Brody quelle foto ritoccate. Sebastian e Loretta scoprono che qualcuno aveva fatto assumere a Lamb, proprio come a Babish, una sostanza che incrementava gli effetti dell'alcool. Christopher e Percy catturano e arrestano l'uomo che ha ucciso Babish e la sorella di Brody, ovvero Martin Gorman, il quale rivela il mandante degli omicidi: Robert Nolan, che viene arrestato da Pride e Brody, quest'ultima finalmente può voltare pagina.

## Il fine giustifica i mezzi
- Titolo originale: Means to an End
- Diretto da: Alrick Riley
- Scritto da: Christopher Silber

### Trama
Laurel viene aggredita mentre fa jogging da un delinquente, ma riesce a difendersi e lo fa cadere da una gradinata uccidendolo. Nonostante il caso sia di competenza della polizia, Pride decide di occuparsene personalmente avendo intuito che volevano fare del male a Laurel per colpire lui, probabilmente è stato uno dei suoi molti nemici a mandare quel delinquente dalla figlia come Mark Maslow, Hugo Garza, il clan Broussard o la Milizia. Pride riceve la visita dell'agente dell'Ufficio Operativo Interventi di Emergenze Karen Hardy, che si occuperà del caso dato che Pride è troppo coinvolto, infatti è fuori controllo per ciò che è accaduto, mentre a Percy viene dato l'incarico di proteggere Laurel. L'NCIS trova il furgone dell'aggressore, Sebastian e Patton lo esaminano e trovano delle apparecchiature di sorveglianza molto sofisticate, il furgone è stato revisionato da un meccanico di nome Troy Spooner, quindi Pride va da lui e lo arresta dato che il suo tatuaggio è lo stesso dei membri della Milizia, infatti ci sono loro dietro a questa faccenda. Loretta va da Laurel dicendole che non è stata lei a uccidere il suo aggressore perché dalle analisi sembra che fosse un drogato ed è morto a causa di un infarto dovuto a un'iniezione di adrenalina. L'avvocato di Spooner lo fa rilasciare dandogli un alibi, ma Pride lo segue violando le regole e lo sorprende insieme ad altri membri della Milizia in un magazzino, i quali scappano, ma Pride lì trova un arsenale di armi da guerra. Inizialmente viene avanzata l'ipotesi che lavorano sotto la direzione di Hastings che si trova in prigione, tra l'altro Patton scopre che la Milizia ha contatti con la Siria, poi capiscono che hanno fatto aggredire Laurel perché sapevano che Pride si sarebbe concentrato su di lei senza prestare attenzione a un altro caso a cui stava lavorando, ovvero l'omicidio di un ufficiale, a cui avevano rubato un pass per ottenere informazioni su alcuni soldati di un'unità segreta che verranno decorati, i quali avevano catturato un capo mercenario siriano, infatti la milizia siriana li vuole morti per ripicca. Pride e la sua squadra, si fanno dire da Patton il luogo dove verranno decorati i soldati, Spooner è lì con i suoi uomini, ma Pride e l'NCIS li arrestano. Però capiscono che Hastings non poteva aver diretto questa operazione viste le poche risorse che ha in prigione, infatti a capo di tutto c'è l'avvocato di Spooner, che va da Laurel per ucciderla, ma Percy la uccide proteggendola.

## Funerale col morto
- Titolo originale: Second Line
- Diretto da: Tony Wharmby
- Scritto da: Nancylee Myatt

### Trama
Mentre viene celebrata una funzione funebre in memoria del defunto marines James Boyd, uno psicologo della marina, Murray, viene ucciso, strangolato. Pride e l'NCIS cercano di risolvere il crimine, quindi Christopher e Percy vanno nella casa della vittima, ma Christopher viene aggredito da un uomo, che scappa lasciando per terra una borsa piena di ossa, vecchie di secoli. Pride e la sua squadra vanno al cimitero di New Orleans dove Christopher riconosce l'aggressore e lo arresta. Si tratta di un profanatore di tombe, lui ruba oggetti di valore dalle cripte ma per autenticare la provenienza e rivendere i beni al mercato nero servono le ossa del proprietario, infatti vuole rivendere un anello d'oro. Sebastian guarda le foto che Murray aveva scattato alla Seconda Linea e vedono una in cui è immortalato Boyd, che non è veramente morto. L'NCIS scopre che Boyd aveva inscenato la sua morte perché era sommerso da debiti di gioco e voleva arricchirsi nel mercato della profanazione delle tombe, Murray stava indagando sulla cosa quindi Boyd lo ha ucciso. Cristopher gli tende una trappola al cimitero e arresta Boyd.

## Danno collaterale
- Titolo originale: Collateral Damage
- Diretto da: James Whitmore Jr.
- Scritto da: Cathryn Humphris

### Trama
Pride e il team indagano sulla morte di una giovane marine, Rebecca Peterson, morta misteriosamente nella camera di un importante generale dell'esercito, Owen Matthews. Pride riceve l'aiuto del suo vecchio amico, il colonnello Samuel Nilsen, il quale cerca di non far trapelare troppi dettagli visto che se si venisse a sapere che Rebecca è morta nella camere d'albergo del generale, lui perderebbe il posto visto che è severamente proibito avere una storia con un soldato di grado minore, anche se il generale afferma che lui e Rebecca non erano amanti, lei era solo la figlia di un suo amico. Dopo lunghe indagini, Pride riesce ad arrestare l'assassino della ragazza, Walt Jeffries, lui ha ucciso Rebecca perché indagava su alcune società fantasma che aveva messo in piedi traendo profitto per servizi mai svolti. Al termine dell'episodio Loretta chiama Pride per informarlo della morte dell'assassino, anche lui avvelenato, senza una spiegazione. Nel frattempo gli intrighi del generale per aiutare la ragazza morta vengono resi pubblici, rovinando la sua carriera e quella di Samuel, quindi quest'ultimo si arrabbia con Pride il quale si professa innocente non avendo idea di come la stampa lo abbia saputo.

## La paura è servita
- Titolo originale: Help Wanted
- Diretto da: Terrence O'Hara
- Scritto da: Sam Humphrey

### Trama
A causa di un'esplosione nella cucina di Zolfo's, uno dei ristoranti migliori di New Orleans, la chef Danielle Jarrett rimane ferita a causa di alcuni frammenti di metallo. Dato che Danielle è una consulente di culinaria della marina, che lavorava al Zolfo's durante il congedo, Pride e l'NCIS prendono in mano il caso, inizialmente sospettano di Taylor, un cuoco che lavora per la concorrenza, dato che è stato visto nel ristorante prima dell'esplosione con un pacco, ma Taylor rivela che dentro il pacco c'erano dei ratti, il suo capo voleva avvalersi del suo aiuto per mettere nei guai il Zolfo's e comprarlo. Sebastian e Pride scoprono che l'esplosione è stata causa da una manomissione del cannello da cucina, inoltre viene rivelato che Danielle ha elargito a Taylor una somma di 15.000 dollari, quindi Taylor spiega che Danielle le aveva dato quei soldi per mediare con suo cugino e affittare un appartamento fuori città. Loretta scopre che Elaine, la madre di Danielle, ha diverse fratture sul corpo, capendo che lei è vittima degli abusi del marito, Blake, un uomo violento. Pride capisce che Danielle voleva proteggere sua madre mandandola via da New Orleans sistemandola nell'appartamento da lei comprato. Blake, mentre Danielle è ancora in ospedale, manomette la macchina del respiratore, la ragazza rischia di morire, ma fortunatamente i medici la salvano. Pride convince Elaine a farsi coraggio, quindi lei con l'inganno estorce a Blake una confessione, infatti lui ammette che aveva scoperto che Danielle voleva mandare via la madre da New Orleans per tenerla lontana da lui, quindi ha manomesso il cannello da cucina. Alla fine Pride e la squadra arrestano Blake; Pride inizia ad avere dei problemi a gestire il suo lavoro di federale e contemporaneamente anche il suo bar, quindi accetta il consiglio di Loretta di assumere un direttore. Brody è a Washington per indagare sul caso del generale Matthews e capire chi ha avuto accesso alle informazioni che hanno rovinato la sua carriera, risalendo a una società di server farm, ma viene arrestata dall'FBI per intralcio alla legge. In suo aiuto arriva l'agente della Sicurezza Interna John Russo che la fa rilasciare, i due decidono di lavorare al caso insieme, scoprendo che un dipendente della server farm (una società di copertura dell'NSA) ha hackerato i file dell'NCIS divulgando ciò che avevano scoperto su Matthews per poi rovinarlo. Brody e Russo vanno ad arrestarlo ma lo trovano morto, impiccato, tutto sembra puntare sul suicidio, inoltre prima di morire aveva lasciato un messaggio dove attestava che tutto ciò era opera sua, ma Brody non è del tutto convinta, sicura del fatto che aveva dei complici.

## Il terzo uomo
- Titolo originale: The Third Man
- Diretto da: Bethany Rooney
- Scritto da: David Appelbaum e Zach Strauss

### Trama
L'omicidio di un maestro subacqueo della marina militare porta l'NCIS a collaborare con una squadra antiterrorismo della Sicurezza Interna guidata da John Russo, che tornerà così a lavorare con Brody.

## A letto col nemico
- Titolo originale: Sleeping with the Enemy
- Diretto da: James Hayman
- Scritto da: Christopher Silber

### Trama
Le indagini portano la squadra a sventare un attacco terroristico da un'organizzazione di cui si scopre essere coordinatore proprio John Russo. Visto il rapporto intimo che Brody aveva instaurato con quest'ultimo e dopo essere stata costretta ad ucciderlo deciderà di lasciare l'agenzia.